# Korov
Korov (mađ. kóró) su sve biljne vrste koje nisu cilj uzgoja na nekoj uzgojnoj površini. 

## Svojstva
Korovi su najčešće biljke iznimnih svojstava. Mogu nicati u različitim tlima i klimatskim uvjetima, donose plod više puta godišnje, sjeme im je klijavo dugi niz godina, razmnožavaju se sjemenom i/ili vegetativnim organima. Podzemni su im organi bogati su pričuvnim hranjivima pa odolijevaju nepogodama. Razvijaju otpornost na pojedine skupine herbicida.

## Utjecaj
Natječu se za prostor, minerale, vodu i svjetlost s poljoprivrednim i drugim (željenim) biljnim vrstama i smanjuju im prirod. Otežavaju obradu tla, njegu usjeva, žetvu, domaćini su biljnim bolestima i štetnicima, izazivaju alergije, dermatitis i trovanja kod ljudi, pojedine vrste parazitiraju na nekim kulturnim biljnim vrstama npr. viline kosice (Cuscutaceae). Borba protiv korova provodi se administrativno (sprječavanje unošenja i širenja novih korovnih vrsta), agrotehnički (sjetva čistoga sjemena, plodored i sl.), mehanički (okopavanje, drljanje, plijevljenje, ogrtanje i sl.), kemijski (primjenom selektivnih herbicida), biološki (primjenom živih mikro i makroorganizama koji parazitiraju na korovima ili se njima hrane).
Korov može biti svaka biljna vrsta, a svjetskoj poljoprivredi ekonomsku štetu nanosi samo oko 250 različitih vrsta.

## Vrste u Hrvatskoj
U Hrvatskoj su najčešći višegodišnji korovi: puzava pirika (Elymus repens), poljski slak (Convolvulus arvensis), piramidalni sirak (Sorghum halepense), ljekoviti maslačak (Taraxacum officinale), prstasti troskot (Cynodon dactylon), a jednogodišnji: oštrodlakavi šćir (Amaranthus retroflexus), bijela loboda (Chenopodium album), pjegasti dvornik (Persicaria maculosa), pelinolisni limundžik (Ambrosia artemisiifolia),  zeleni muhar i sinji (Setaria viridis i Cenchrus americanus), kokošje proso (Echinochloa crus-galli), ljubičasta svračica (Digitaria sanguinalis), jednogodišnja rosulja (Apera spica-venti).